# Beltrami, Minnesota
Beltrami är en ort i Polk County i Minnesota. Vid 2010 års folkräkning hade Beltrami 107 invånare.